# Vinchio
Vinchio, (Vinch o Vens o Vèins en piemontès) és un municipi situat al territori de la província d'Asti, a la regió del Piemont (Itàlia).
Limita amb els municipis de Belveglio, Castelnuovo Calcea, Cortiglione, Mombercelli, Nizza Monferrato i Vaglio Serra.
Pertanyen al municipi les frazioni de Noche, Le Cascine, Montecroce, Boglietto, Garbuggia, San Giorgio, San Michele, Regione San Pancrazio, Langa i Località Tre Vescovi.